# Л.П. Ломбардија (Павија)
Л.П. Ломбардија је насеље у Италији у округу Павија, региону Ломбардија.
Према процени из 2011. у насељу је живело 102 становника. Насеље се налази на надморској висини од 109 м.